# Magdeburger Straßen/K
Nachfolgend werden Bedeutungen und Umstände der Namengebung von Magdeburger Straßen und ihre Geschichte aufgezeigt. Aktuell gültige Straßenbezeichnungen sind in Fettschrift angegeben, nach Umbenennung oder Überbauung nicht mehr gültige Bezeichnungen in Kursivschrift. Soweit möglich werden auch bestehende oder ehemalige Institutionen, Denkmäler, besondere Bauten oder bekannte Bewohnerinnen und Bewohner aufgeführt.
Die Liste erhebt zunächst noch keinen Anspruch auf Vollständigkeit.
Kabel-Privatweg; Stadtteil Diesdorf; PLZ 39110
Heute: Domersleber Weg (seit 1938)
 ?
Käferweg; Stadtteil Hopfengarten; PLZ 39120
Vormals: Franzensbader Straße (bis 1950)
Benannt nach der Ordnung der Käfer aus der Klasse der Insekten.
Kahnstraße; Stadtteil Werder; PLZ 39114
 ?
Kaiser-Friedrich-Straße; Stadtteil Stadtfeld Ost; PLZ 39108
Heute: Gerhart-Hauptmann-Straße
Diese Straße war nach dem deutschen Kaiser und König von Preußen Friedrich III. benannt.
Kaiser-Otto-Ring; Stadtteil Alte Neustadt; PLZ 39106
Vormals:
- Ringstraße
- Kaiser-Otto-Ring
- Otto-Nuschke-Straße

Benannt nach Kaiser Otto I. Die Bezeichnung Ring rührt von der ehemaligen Funktion der Straße als Teil des Rings zur westlichen Umfahrung der Festungsanlagen.
Institutionen, Bauwerke, Denkmäler:
- Haus Nr. 3, Villa Bennewitz, hochherrschaftliche Villa, gebaut 1898.

Bekannte Personen, die hier lebten:
- Ida Lücke, Stifterin, lebte zumindest um 1914 und 1916 im Haus Nr. 34.

Kaiser-Wilhelm-Platz; Stadtteile Altstadt und Alte Neustadt; PLZ 39104 und 39106
Später:
Staatsbürgerplatz (ab 1922)
Kaiser-Wilhelm-Platz
Deutscher Platz
Boleslaw-Bierut-Platz
Heute:
Universitätsplatz
Der Platz wurde zunächst nach dem deutschen Kaiser Wilhelm I. benannt. In der Zeit der Weimarer Republik wurde er in Staatsbürgerplatz umbenannt, was jedoch von den Nationalsozialisten rückgängig gemacht wurde. Als Mahnung an die deutsche Einheit wurde nach Ende des Zweiten Weltkrieges der Platz als Deutscher Platz bezeichnet. Nachdem dieses Ziel von der DDR nicht mehr verfolgt wurde, kam es zur erneuten Umbenennung. Wohl als Unterstützung für die Oder-Neiße-Grenze wurde der Platz nach dem polnischen Staatsmann Boleslaw Bierut benannt. Nach dem Ende der DDR erschien der politisch belastete Boleslaw Bierut nicht mehr haltbar. Der Platz wurde dann als Universitätsplatz nach der nahe gelegenen Otto-von-Guericke-Universität Magdeburg benannt.
Kaiser-Wilhelm-Straße; Stadtteil Alte Neustadt; PLZ 39106
Später: Franz-Seldte-Straße
Heute: Gareisstraße
Die Straße war nach dem deutschen Kaiser Wilhelm I. benannt.
Kaiserstraße; Stadtteil Altstadt; PLZ 39104
Heute: Otto-von-Guericke-Straße
 ?
Kalenberger Straße; Stadtteil Prester; PLZ 39114
Benannt nach dem zu Randau-Calenberge gehörenden Ortsteil Calenberge.
Kalksteinweg; Stadtteil Alt Olvenstedt; PLZ 39130
Benannt nach dem Gestein Kalkstein. Der Name beruht auf einem Vorschlag des Arbeitskreises Alt Olvenstedt für die Benennung der Straßen im neuen Wohngebiet „An den Röthen“. Hiernach wurden ausschließlich Namen aus der Geologie gewählt, wobei die Gesteine im Gebiet der Stadt Magdeburg vorkommen. Mit Beschluss des Stadtrates vom 7. Februar 2002 wurde dem Vorschlag gefolgt.
Kamelstraße; Stadtteil Altstadt; PLZ 39104
Vormals:
- Karithmerstraße/Karißmerstraße (zumindest seit 1488 bis 1524)
- Kleine Lakenmacherstraße (zumindest seit 1488 bis 1807)
- Kameelstraße (ca. seit 1730)

Der Name dieser heute nicht mehr bestehenden Straße ging auf das Haus Zum Kameel zurück. Das Haus befand sich gegenüber der Einmündung der Kameelstraße in die Neustädter Straße an der Adresse Neustädter Straße Nr. 24. Im Zuge des sich nicht an die gewachsene Stadtstruktur haltenden Wiederaufbau Magdeburgs wurde diese Straße mit Wohnbebauung in Plattenbauweise überbaut. Die Straße verlief im nordöstlichen Teil der Altstadt parallel zur Kleinen Schulstraße und dem Faßlochsberg.
Bekannte Personen die hier lebten:
- Franz Herwig, Dichter, wurde im Haus Nr. 23 1880 geboren.

Kameruner Weg; Stadtteil Neustädter Feld; PLZ 39128
Vormals: Mittelweg
Heute: Burgstaller Weg
Diese Straße war nach der ehemaligen deutschen Kolonie Kamerun benannt. Diverse Straßen der Nachbarschaft trugen ebenfalls Namen aus der Kolonialzeit. Nach dem Ende des Zweiten Weltkrieges wurden neue unverfänglichere Namen vergeben.
Kamillenweg; Stadtteil Nordwest; PLZ 39128
Benannt nach der Pflanzenart Kamille.
Kannenstieg; Stadtteil Kannenstieg; PLZ 39128
 ?
Kanonierstraße; Stadtteil Brückfeld; PLZ 39114
Später: Tuchmacherweg
Die Straße war nach dem militärischen Dienstgrad Kanonier benannt. Durch die Neubebauung des Gebiets nach den Zerstörungen des Zweiten Weltkrieges besteht diese Straße heute nicht mehr. Sie zweigte früher nördlich von der heutigen Brückstraße ab und führte auf die heutige Straße Am Charlottentor.
Kantstraße; Stadtteil Altstadt; PLZ 39104
Vormals: Kronprinzenstraße
Benannt nach dem deutschen Philosophen Immanuel Kant.
Institutionen, Bauwerke, Denkmäler:
- City-Carré, Einkaufszentrum, gebaut von 1995 bis 1997.
- Haus Nr. 6, Cinemaxx, Großkino, gebaut von 1995 bis 1997

Kanzlerstraße; Stadtteil Westerhüsen; PLZ 39122
Heute: Husumer Straße
 ?
Kapellenstraße; Stadtteil Buckau; PLZ 39104
Die Benennung geht auf die St.-Norbert-Kapelle zurück, deren Aufgabe als Gotteshaus später St. Norbert übernahm.
Karauschenweg; Stadtteil Berliner Chaussee; PLZ 39114
Benannt nach der Fischart Karausche.
Karen-Fredersdorf-Straße; Stadtteil Hopfengarten; PLZ 39120
Benannt nach der Schauspielerin und Sängerin Karen Fredersdorf.
Karithmerstraße; Stadtteil Altstadt; PLZ 39104
Später:
- Kleine Lakenmacherstraße
- Kameelstraße
- Kamelstraße

Der Name Karithmerstraße (auch Karißmerstraße) taucht bereits 1488 auf, wird jedoch nach 1524 nicht mehr erwähnt. Die Namensänderung dürfte im Zusammenhang mit der Reformation stehen. In vor-reformatorischer Zeit zogen Kinder zu kirchlichen Festen singend durch die Stadt und baten um Karißmer, milde Gaben. Dies wurde dann wohl verboten, um einige Auswüchse der Praxis zu vermeiden. Insgesamt spricht der Name dafür, dass hier der ärmere Teil der Bevölkerung lebte.
Karl-Kühn-Weg: Stadtteil Prester; PLZ 39114
Vormals: Boese-Privatweg
 ?
Karl-Liebknecht-Platz; Stadtteil Sudenburg; PLZ 39116
Benannt nach dem sozialdemokratischen Politiker Karl Liebknecht.
Karl-Marx-Straße; Stadtteil Altstadt; PLZ 39104
Vormals: Breiter Weg (bis zum 5. Mai 1953)
Heute (seit 1990): Breiter Weg
Der Breite Weg ist Magdeburgs wichtigste historische Straße. Im Rahmen des Wiederaufbaus der Stadt nach dem Zweiten Weltkrieg sollte Magdeburg ein sozialistisches Gesicht erhalten. Man entschloss sich daher auch diverse Straßen in der Innenstadt umzubenennen. So wurde auch der seit Jahrhunderten bestehende Name „Breiter Weg“ gestrichen. Die Straße hieß stattdessen nach dem aus ideologischer Sicht der DDR wichtigsten Philosophen Karl Marx. Nach der Wende des Jahres 1989 und der Wiedererlangung der kommunalen Selbstverwaltung erhielt die Straße ihren historischen Namen zurück (siehe Breiter Weg).
Karl-Marx-Straße; Stadtteil Alt Olvenstedt; PLZ 39130
Heute (seit 1979): Ostendorfer Straße
Benannt nach dem Philosophen Karl Marx. Aufgrund der Eingemeindung Olvenstedts nach Magdeburg 1979, wurde die Straße umbenannt, um eine doppelte Vergebung des Namens „Karl Marx“ zu vermeiden.
Karl-Mohr-Straße; Stadtteil Cracau; PLZ 39114
Vormals: Windthorststraße
Heute: Alwin-Brandes-Straße (seit 1946)
Diese Straße war in der Zeit des Nationalsozialismus nach Karl Mohr benannt, der während einer Rede für die NSDAP ums Leben kam.
Karl-Schmidt-Straße; Stadtteil Buckau; PLZ 39104
Vormals: Feldstraße
Heute: südlicher Teil Hettstedter Straße
Die Straße wurde nach dem kommunistischen Widerstandskämpfer gegen den Nationalsozialismus Karl Schmidt benannt.
Institutionen, Bauwerke, Denkmäler:
- St. Norbert, katholische Kirche
- Haus-Nr. 5e, Magazin mit Wasserturm der ehemaligen Königlich preußischen Eisenbahnhauptwerkstatt, erbaut um 1850
- Haus-Nr. 9-12, Ehemalige Maschinenfabrik Rudolf Wolf, erbaut ab 1881

Karl-Schurz-Straße; Stadtteil Cracau; PLZ 39114
Benannt nach dem deutschen Revolutionär der Märzrevolution und späteren General und Staatsmann der USA Carl Schurz.
Karl-Wagner-Straße; Stadtteil Alt Olvenstedt; PLZ 39130
Vormals: Rudolf-Breitscheid-Straße, bis 1979
Heute: Lebersdorfer Straße
Diese Straße war nach dem SED-Politiker und Gegner des Nationalsozialismus Karl Wagner benannt. Der vorherige Name war mit der Eingemeindung Olvenstedts nach Magdeburg 1979 verändert worden, um eine doppelte Benennung nach Rudolf Breitscheid in Magdeburg zu vermeiden.
Karlsbader Straße; Stadtteil Hopfengarten; PLZ 39120
Heute: Wespenstieg (seit 1950)
Diese Straße war nach der heute in Tschechien gelegenen Stadt Karlsbad benannt. In der Zeit der DDR wurde sie 1950 umbenannt. Namen von Orten, aus denen die deutsche Bevölkerung nach dem Zweiten Weltkrieg vertrieben worden war oder die nicht mehr zu Deutschland gehörten, sollten nicht mehr erscheinen.
Karlsbader Weg; Stadtteil Stadtfeld West; PLZ 39110
Benannt nach der in Tschechien gelegenen Stadt Karlsbad.
Karlstraße; Stadtteil Altstadt; PLZ 39104
Heute: Schweriner Straße
Diese Straße war nach Prinz Carl von Preußen (1801–1883) dem Bruder des deutschen Kaisers Wilhelm I. benannt.
Karlstraße; Stadtteil Ottersleben; PLZ 39116
 ?
Karnipstraße; Stadtteil Westerhüsen; PLZ 39122
 ?
Karpenlake; Stadtteil Industriehafen; PLZ 39126
 ?
Institutionen, Bauwerke, Denkmäler:
- Haus-Nr. 1, ehemalige Schrotfabrik Dornheim, erbaut 1911/1912.

Karpfenweg; Stadtteil Berliner Chaussee; PLZ 39114
Benannt nach der Fischart Karpfen.
Kasernenstraße; Stadtteil Brückfeld; PLZ 39114
Später: Färbergasse
Der Name dieser heute nicht mehr bestehenden Straße leitete sich von den in diesem Bereich befindlichen Kasernen ab. Nach den Zerstörungen des Zweiten Weltkrieges wurde diese Straße nicht wiederaufgebaut.
Kastanienstraße; Stadtteil Neue Neustadt; PLZ 39124
Vormals: Mitternachtsstraße
 ?
Katerstieg; Stadtteil Ottersleben; PLZ 39116
Vormals: Oststraße
 ?
Katharinenkirchhof; Stadtteil Altstadt; PLZ 39104
Diese Gasse war nach der hier befindlichen Sankt-Katharinen-Kirche benannt. Sie befand sich etwa im Bereich östlich des heutigen Katharinenturms, östlich des Breiten Wegs. Im Zuge des sich nicht an die gewachsene Stadtstruktur haltenden Wiederaufbaus der Stadt Magdeburg nach dem Zweiten Weltkrieg und der sozialistischen Umgestaltung der Innenstadt, wurde die Gasse nicht wieder in ursprünglicher Form hergestellt. Heute verläuft dort ein Fußweg.
Katharinenstraße; Stadtteil Altstadt; PLZ 39104
Diese Straße war nach der am westlichen Ende der Straße (Ecke Breiter Weg) befindlichen Sankt-Katharinen-Kirche benannt. Sie führte vom Breiten Weg in östlicher Richtung zur Grünearmstraße, der heutigen Weitlingstraße. Sie befand sich etwa in dem Bereich des heutigen Haus des Lehrers. Im Zuge des sich nicht an die gewachsene Stadtstruktur haltenden Wiederaufbaus der Stadt Magdeburg nach dem Zweiten Weltkrieg und der sozialistischen Umgestaltung der Innenstadt, wurde die Straße überbaut.
Käthe-Kollwitz-Straße; Stadtteil Ottersleben; PLZ 39116
Benannt nach der Künstlerin Käthe Kollwitz.
Katzensprung; Stadtteil Altstadt; PLZ 39104
Vormals: Nadelufer
Der seit 1683 verbürgte Name Katzensprung entstammt dem Volksmund und sollte die Enge und Kürze der Gasse kennzeichnen.
Kehnerter Weg; Stadtteil Neustädter Feld; PLZ 39128
Vormals: Lohmeweg
Benannt nach dem südlich von Tangerhütte an der Elbe in Sachsen-Anhalt gelegenen Dorf Kehnert.
Keithstraße; Stadtteil Altstadt; PLZ 39104
Heute: Feuerbachstraße
Diese Straße war nach dem preußischen General James Keith benannt. Wie mehrere benachbarte Straßen wurde sie nach dem Zweiten Weltkrieg umbenannt, um den militärischen Namen gegen den Namen eines Philosophen auszutauschen.
Kemmel-Privatweg; Stadtteil Stadtfeld West; PLZ 39110
Heute: Meisenstieg
Der Name dieser Straße ging auf das in Belgien am Kemmelberg gelegene Dorf Kemmel zurück. Um dieses Dorf und die strategisch wichtige Höhe fand 1918 während des Ersten Weltkrieges eine Schlacht statt, die Deutschland für sich entscheiden konnte. Zur Erinnerung hieran dürfte der Straßenname entstanden sein. Nach dem Ende des Zweiten Weltkrieges wurde ein militärisch unbelasteter Name gewählt.
Keplerstraße; Stadtteil Altstadt; PLZ 39104
Vormals: Moltkestraße
Diese Straße wurde nach dem deutschen Astronom und Mathematiker Johannes Kepler benannt.
Kerbelbreite; Stadtteil Ottersleben; PLZ 39116
 ?
Ketzerstraße; Stadtteil Ottersleben; PLZ 39116
 ?
Kiebitzwuhne; Stadtteil Neustädter Feld; PLZ 39128
Diese Straße verlief von der Straße Am Kiebitzpfuhl kommend in nordöstlicher Richtung zur früheren Kreuzung Milchweg/Olvenstedter Graseweg. In der Zeit der DDR entstand in diesem Bereich ein Neubaugebiet, der heutige Stadtteil Neustädter Feld. Die Straße wurde überbaut und besteht heute nicht mehr.
Kiefernweg; Stadtteil Hopfengarten; PLZ 39120
Benannt nach der Gattung von Nadelholzgewächsen Kiefern.
Kieler Straße; Stadtteil Westerhüsen; PLZ 39122
Benannt nach der Landeshauptstadt von Schleswig-Holstein Kiel.
Institutionen, Bauwerke, Denkmäler:
- Haus-Nr. 6, Vierseitenhof, gebaut 1767.

Kilimandscharoweg; ?
Später: Schermener Weg
Heute: ?
Diese Straße war nach dem höchsten Berg Afrikas, dem Kilimandscharo benannt. Dieser befindet sich in Tansania, welches zeitweise deutsche Kolonie war.
Kirchhofstraße; Stadtteil Ottersleben; PLZ 39116
Später: Horst-Wessel-Straße
Heute: Frankefelde
Diese Straße führte am Friedhof der Sankt-Maria-Hilf-Kirche, dem heutigen Knochenpark Ottersleben, entlang und trug daher ihren Namen. In der Zeit des Nationalsozialismus erfolgte dann eine ideologisch motivierte Umbenennung.
Kirchhofstraße; Stadtteil Sudenburg; PLZ 39112
Diese Straße führt von der Sankt-Ambrosius-Kirche zum zu der Kirche gehörenden Friedhof.
Kirchplatz; Stadtteil Beyendorf-Sohlen; PLZ 39122
Die Benennung beruht auf der hier befindlichen Sankt-Egidius-Kirche.
Institutionen, Bauwerke, Denkmäler:
- Sankt-Egidius-Kirche, erbaut ab dem 12. Jahrhundert.

Kirchstraße; Stadtteil Alt Olvenstedt; PLZ 39130
Heute: Stephan-Schütze-Straße (bis 1979)
Bis zur Eingemeindung Olvenstedts nach Magdeburg war diese Straße nach der hier befindlichen Sankt-Laurentius-Kirche benannt.
Kirchstraße; Stadtteil Brückfeld; PLZ 39114
Heute: Bandwirkerstraße
Der Name der Straße ging auf die hier ursprünglich befindliche, 1944 im Zweiten Weltkrieg beschädigte und später abgerissene Lutherkirche zurück.

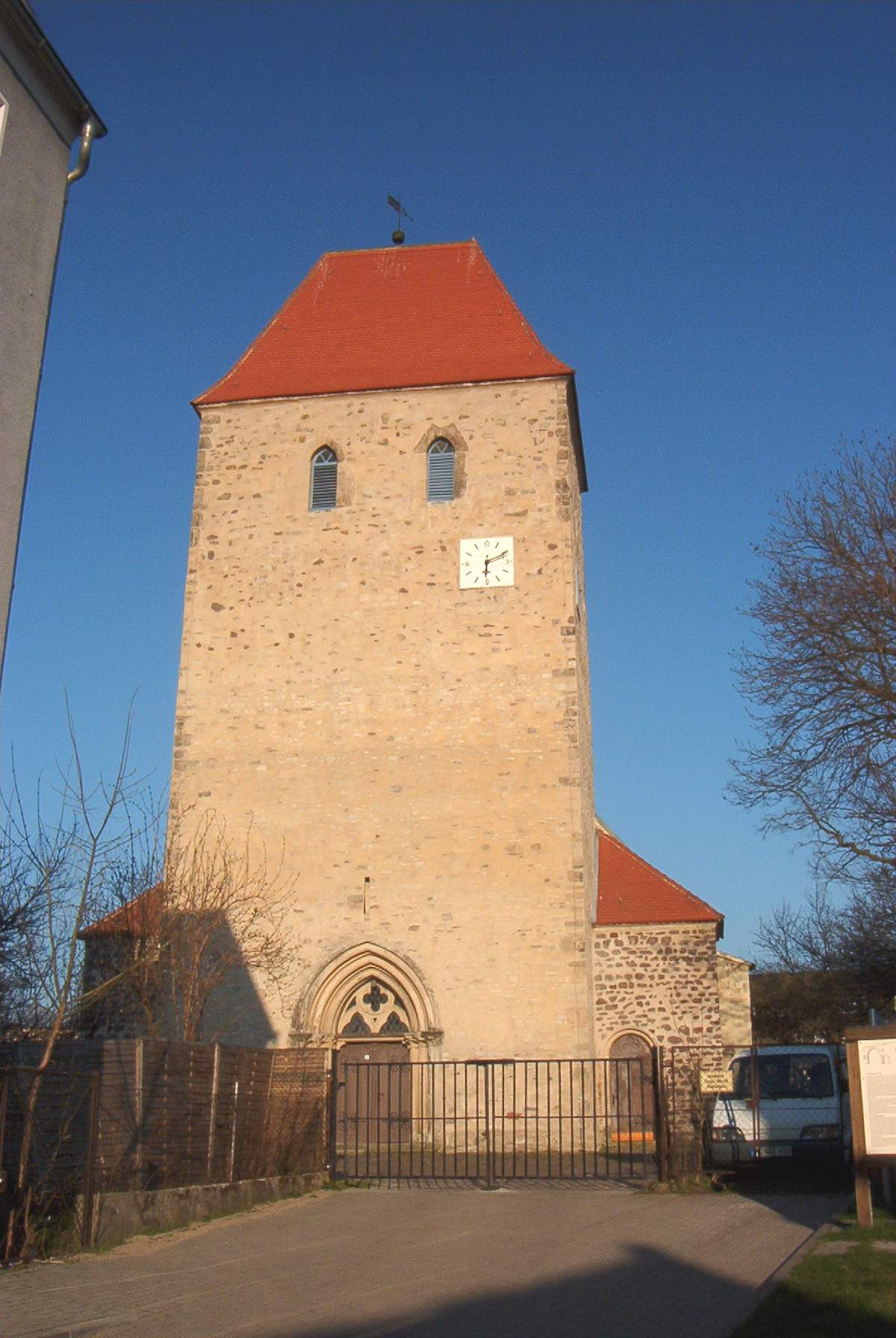
Sankt-Stephani-Kirche

Kirchstraße; Stadtteil Ottersleben; PLZ 39116
An dieser Straße befindet sich die Sankt-Stephani-Kirche.
Institutionen, Bauwerke, Denkmäler:
- Haus-Nr. 1, Sankt-Stephani-Kirche, erbaut vermutlich ab Anfang des 9. Jahrhunderts.

Kirschweg; Stadtteil Reform; PLZ 39118
Benannt nach den Pflanzenarten Kirsche.
Kischstraße; Stadtteil Nordwest; PLZ 39128
Vormals: Monzstraße
Benannt nach dem Journalisten Egon Erwin Kisch.
Klaus-Rusche-Straße; Stadtteil Diesdorf; PLZ 39110
Später: Cäcilienstraße
Heute:?
 ?
Klausenerstraße; Stadtteil Sudenburg; PLZ 39112
Vormals: Westendstraße
Diese Straße wurde nach dem katholischen Politiker und Widerstandskämpfer gegen den Nationalsozialismus Erich Klausener benannt.
Institutionen, Bauwerke, Denkmäler:
- Haus-Nr. 11-13, Villa Wolf, Villa im neogotischen Stil, gebaut 1886.

Bekannte Personen die hier lebten:
- Rudolf Wolf, bedeutender Magdeburger Fabrikant, lebte ab 1889 in seiner Villa Haus-Nr. 11–13.
- Georg Becker, Unternehmer, lebte bis 1945 in seiner Villa, der damaligen Westendstraße Nr: 29.

Klaus-Miesner-Platz; Stadtfeld Ost; PLZ 39108
Vormals: Wilhelm-Kobelt-Straße
Dieser Platz wurde nach dem Handballspieler und -trainer Klaus Miesner benannt.
Institutionen, Bauwerke, Denkmäler:
- Hermann-Gieseler-Halle

Kleeweg; Stadtteil Nordwest; PLZ 39128
Benannt nach der Pflanzengattung Klee.
Kleiberweg; Stadtteil Stadtfeld West; PLZ 39110
Vormals: Teplitzer Straße
Benannt nach der Vogelart Kleiber.
Klein Wanzleber Straße; Stadtteil Ottersleben; PLZ 39116
Diese Straße wurde nach dem westlich von Wanzleben in Sachsen-Anhalt gelegenen Ort Klein Wanzleben benannt.
Kleine Diesdorfer Straße; Stadtteile Stadtfeld West und Stadtfeld Ost; PLZ 39110 und 39108
Später:
- Weitlingstraße
- Gustloffstraße (ab 1938)
- Weitlingstraße

Heute:
- Spielhagenstraße

Diese Straße führte ursprünglich aus Magdeburg kommend in Richtung der Gemeinde Diesdorf. Als Unterscheidung zur weiter nördlich ebenfalls nach Diesdorf führenden, aber größeren Große Diesdorfer Straße erhielt sie den Zusatz Kleine.
Kleine Junkerstraße; Stadtteil Altstadt; PLZ 39104
Diese Straße der Magdeburger Altstadt lag im Bereich der heutigen Kreuzung Ernst-Reuter-Allee und Jakobstraße und verlief von diesem Bereich in nördlicher Richtung zum Rathaus. Durch den sich nicht an die historisch gewachsene Stadtstruktur haltenden Wiederaufbaus nach den Zerstörungen des Zweiten Weltkrieges, wurde die Straße jedoch überbaut und besteht heute in ihrer ursprünglichen Form nicht mehr.
Kleine Klosterstraße; Stadtteil Altstadt; PLZ 39104
Diese Straße verlief zwischen Jakobstraße und Neustädter Straße auf die Wallonerkirche zu. Ursprünglich gehörte die Wallonerkirche zum Komplex des Klosters Sankt Augustini, woraus sich der Name Klosterstraße ableitete. Zur Unterscheidung zu der beim Kloster Unser Lieben Frauen bestehenden Großen Klosterstraße erhielt sie die Bezeichnung Kleine. Im Zuge des sich nicht an die gewachsene Stadtstruktur haltenden Wiederaufbaus der Stadt nach dem Zweiten Weltkrieg wurde diese Straße aufgegeben und zum Teil überbaut.
Kleine Krügerbrücke; Stadtteil Altstadt, PLZ 39104
Heute: ?
Diese Straße wird im Adressbuch von 1823 erwähnt.
Kleine Lakenmacherstraße; Stadtteil Altstadt; PLZ 39104
Vormals:
- Karithmerstraße (auch Karißmerstraße) (zumindest ab 1488)

Später:
- Kameelstraße (ab 1730)
- Kamelstraße

Der nach der Reformation für die spätere Kameelstraße (siehe dort) gebräuchliche Straßenname rührte daher, dass hier und in einer parallelen Straße die Lakenmacher ihre Bleichplätze hatten. Bis 1807 war dieser Name noch gebräuchlich, wobei bereits ab 1730 auch der Name Kameelstraße genutzt wurde.
Kleine Lindenallee; Stadtteil Stadtfeld Ost; PLZ 39108
Diese schmale, ursprünglich von beiden Seiten sehr dicht bebaute, Straße war und ist in der Mitte mit zwei Reihen Linden bepflanzt.
Kleine Marktstraße; Stadtteil Altstadt; PLZ 39104
Diese Straße führte von der Jakobstraße nach Osten zur Stephansbrücke. Der Name ist seit 1632 verbürgt. Zu diesem Zeitpunkt begann die Unterscheidung zwischen Kleiner Marktstraße und Marktstraße (spätere Große Marktstraße). Im Zuge des sich nicht an die gewachsene Stadtstruktur haltenden Wiederaufbaus der Stadt nach dem Zweiten Weltkrieg wurde diese Straße überbaut. Auf dem östlichen Teil der Straße befindet sich heute der Wendeplatz vor dem nördlichsten der drei Plattenbauten nördlich der St.-Johannis-Kirche.
Kleine Marktstraße; Stadtteil Neue Neustadt, PLZ 39124
Heute: Nicolaistraße
Diese Straße verlief praktisch über Marktplatz der Neuen Neustadt, dem Großen Marktplatz – der heutige Nicolaiplatz
Kleine Mühlenstraße; Stadtteil Altstadt; PLZ 39104
Diese Straße verlief ursprünglich zwischen Großer Mühlenstraße und Neustädter Straße. Sie traf von Westen kommend in Höhe Faßlochsberg auf die Neustädter Straße. Der Name der Straße ging auf das Grundstück Große Mühlenstraße 1–3 zurück, welches Zur Windmühle hieß. Es ist anzunehmen, dass im Mittelalter, als dieser Teil der Stadt sich noch vor der Stadtmauer befand, hier eine Windmühle stand. Im Zuge des sich nicht an die historische Stadtstruktur haltenden Wiederaufbaus der Stadt nach den Zerstörungen des Zweiten Weltkrieges verschwand die Straße komplett. Ihr östlicher Teil befand sich auf dem Gebiet der heutigen Kreuzung Faßlochsberg/Neustädter Straße. Ähnliches gilt für die benachbarte Große Mühlenstraße. Eine nach dem Wiederaufbau deutlich weiter nördlich neu entstandene Straße erhielt jedoch in Erinnerung an die alten Straßen die Bezeichnung Mühlenstraße.
Kleine Münzstraße; Stadtteil Altstadt; PLZ 39104
Im 17. Jahrhundert befand sich in den Häusern Nr. 7 und Nr. 8 der benachbarten Großen Münzstraße die staatliche Münze, woraus sich die Straßennamen ergaben.
Kleine Schulgasse; Stadtteil Ottersleben; PLZ 39116
Vormals: Kleine Schulstraße
 ?
Kleine Schulstraße; Stadtteil Altstadt; PLZ 39104
Vormals:
- Lakenmacherstraße
- Stockhausgasse (seit ca. 1700)

Seit 1844 trägt diese Straße ihren jetzigen Namen. Der ursprüngliche Name wurde aufgegeben, da das vormals im Haus Nr. 17 befindliche Garnisonsstockhaus nicht mehr bestand. Die Benennung nach einer Schule beruht auf die damals in den Hausnummern 23 und 24 befindlichen Volksschule. Zur Unterscheidung zur schon bestehenden Schulstraße (Große Schulstraße) wurde dem Namen die Bezeichnung Kleine vorangestellt.
Kleine Schulstraße; Stadtteil Ottersleben; PLZ 39116
Heute: Kleine Schulgasse
 ?
Kleine Steinernetischstraße; Stadtteil Altstadt; PLZ 39104
Vormals: Kaiserstraße (zumindest ab 1552)
Die Kleine Steinernetischstraße verlief nördlich annähernd parallel zur heute noch bestehenden Großen Steinernentischstraße und traf fast an gleicher Stelle wie diese auf den Breiten Weg. Am Eingang vom Breiten Weg aus stand das Haus Zum steinernen Tisch, woraus sich der Straßenname ableitete. Nach den schweren Zerstörungen im Zweiten Weltkrieg erfolgte in der Zeit der DDR ein Wiederaufbau der Stadt, der sich nicht an die gewachsene Stadtstruktur hielt. So wurde auch die Kleine Steinernetischstraße überbaut. An ihrer Stelle befindet sich jetzt die nördliche Bebauung der Großen Steinernentischstraße.
Kleine Steinwiese; Stadtteil Berliner Chaussee; PLZ 39114
 ?
Kleine Steinwiese 1. Gartenweg; Stadtteil Berliner Chaussee; PLZ 39114
 ?
Kleine Steinwiese 2. Gartenweg; Stadtteil Berliner Chaussee; PLZ 39114
 ?
Kleine Steinwiese 3. Gartenweg; Stadtteil Berliner Chaussee; PLZ 39114
 ?
Kleine Steinwiese 4. Gartenweg; Stadtteil Berliner Chaussee; PLZ 39114
 ?
Kleine Steinwiese 5. Gartenweg; Stadtteil Berliner Chaussee; PLZ 39114
 ?
Kleine Sternstraße; Stadtteil Alt Olvenstedt; PLZ 39130
Vormals: Sternstraße
Der Name der Straße dürfte auf den in der Nähe befindlichen Sternsee zurückgehen. Nachdem nach der Wende des Jahres 1989 die in der Altstadt befindliche Sternstraße wieder ihren alten Namen erhalten sollte, machte sich zur Vermeidung von Verwechslungen eine Umbenennung der Olvenstedter Sternstraße erforderlich. Es wurde das Wort Kleine hinzugesetzt.

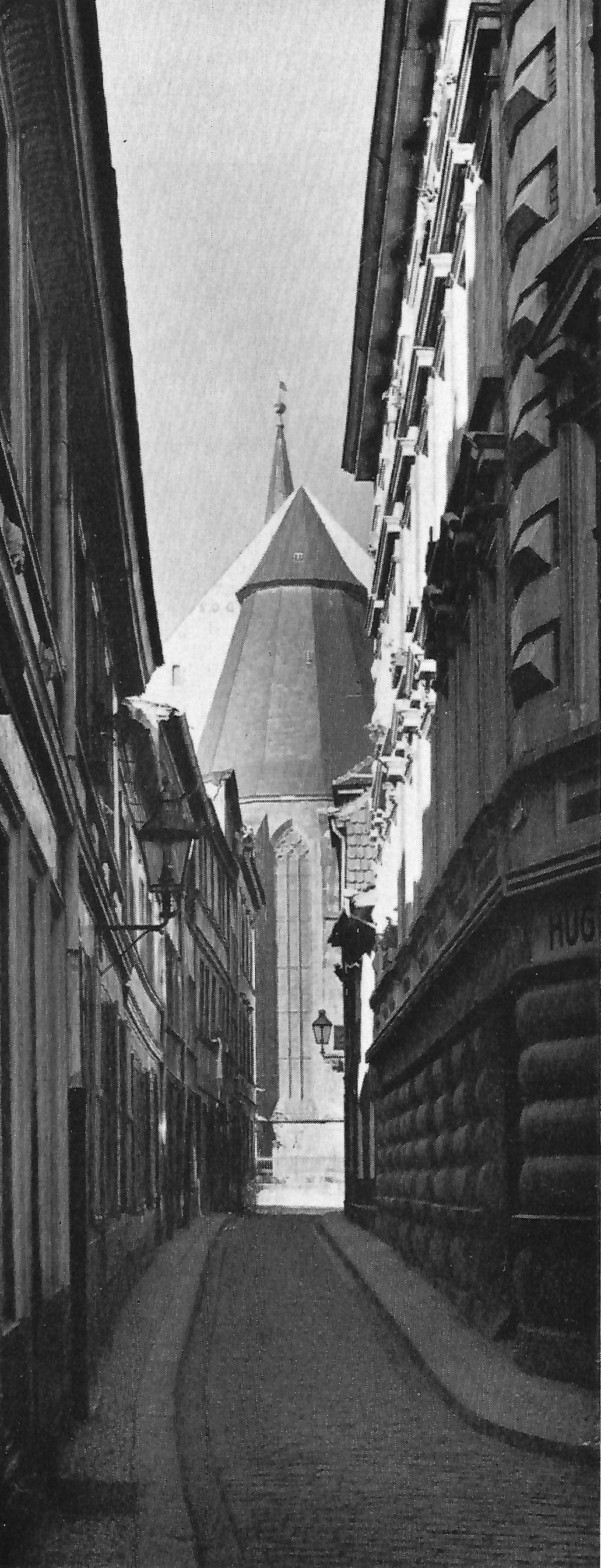
Kleine Storchstraße in den 1930er Jahren

Kleine Storchstraße; Stadtteil Altstadt; PLZ 39104
Vormals:
- Brausewinkel (östlicher Teil) (zumindest ab 1480)
- Kleiner Brausewinkel (um 1632)
- Storchgasse (ab 1730)

Heute:
- Mühlenstraße (östlicher Teil)

Diese Straße verlief etwa im Bereich der heutigen Mühlenstraße, etwas südlich von dieser. Im Zuge des sich nicht an die historische Stadtstruktur haltenden Wiederaufbaus der Stadt in der Zeit der DDR nach den Zerstörungen des Zweiten Weltkrieges verschwand diese Straße aus dem Stadtbild. Ihr westlicher Abschnitt wurde überbaut.
Der Name der Straße rührte vom Brauhaus Zum Storch bzw. Zum Klapperstorch her, welches sich an der gemeinsamen östlichen Ecke von Kleiner und Großer Storchstraße an der Adresse Große Storchstraße Nr. 5 befand. Der Name Kleine Storchstraße wurde seit 1803 verwandt.
Kleine Straße; Stadtteil Stadtfeld Ost; PLZ 39108
Namensgebung unbekannt, wahrscheinlich wegen der Kürze der Straße, sie misst kaum mehr als 500 Meter. Die Straße ist überwiegend mit Ein- oder Mehrfamilienhäusern bebaut, die größtenteils renoviert sind. Bis zur Wende des Jahres 1989 wohnten hier vor allem Offiziere der in Magdeburg stationierten sowjetischen Streitkräfte. Die Straße grenzt an den Park Glacis.
Kleine Weinhofstraße; Stadtteil Alte Neustadt; PLZ 39106
Diese heute nicht mehr bestehende Straße verlief parallel zur Großen Weinhofstraße, zwischen der Straße Am Weinhof und der Schützenstraße.
Kleiner Ahornweg; Stadtteil Beyendorf-Sohlen; PLZ 39122
Benannt nach der Pflanzengattung Ahorn.
Kleiner Birkenweg; Stadtteil Beyendorf-Sohlen; PLZ 39122
Benannt nach der Pflanzengattung Birken.
Kleiner Gang; Stadtteil Diesdorf; PLZ 39110
 ?
Kleiner Kannenstieg; Stadtteile Kannenstieg und Neustädter See; PLZ 39128 und 39126
Diese Straße besteht heute nicht mehr. Sie führte von der Barleber Straße in nordwestlicher Richtung zum nördlichen Ende des Ebel-Privatweg. In der Zeit der DDR entstanden in diesem ursprünglich ländlichen und zur Neuen Neustadt gezählten Bereich die Großwohnsiedlungen Kannenstieg und Neustädter See. Außerdem wurde der Straßenverlauf noch durch den Bau der Magdeburger Stadtautobahn Magdeburger Ring durchschnitten. Nur im westlichen Bereich um den Ebel-Privatweg blieb ein Stück der ursprünglichen Straßenführung unter dem Namen Kannenstieg erhalten.
Kleiner Marktplatz; Stadtteil Neue Neustadt; PLZ 39124
Heute: Moritzplatz
Dieser alte Name des Platzes rührte von seiner Funktion als Marktplatz her. Die Bezeichnung Kleiner diente zur Unterscheidung vom Großen Marktplatz, dem heutigen Nicolaiplatz.
Kleiner Rosenweg; Stadtteil Beyendorf-Sohlen; PLZ 39122
Benannt nach den Blumen Rosen.
Kleiner Stadtmarsch; Stadtteil Werder; PLZ 39114
 ?

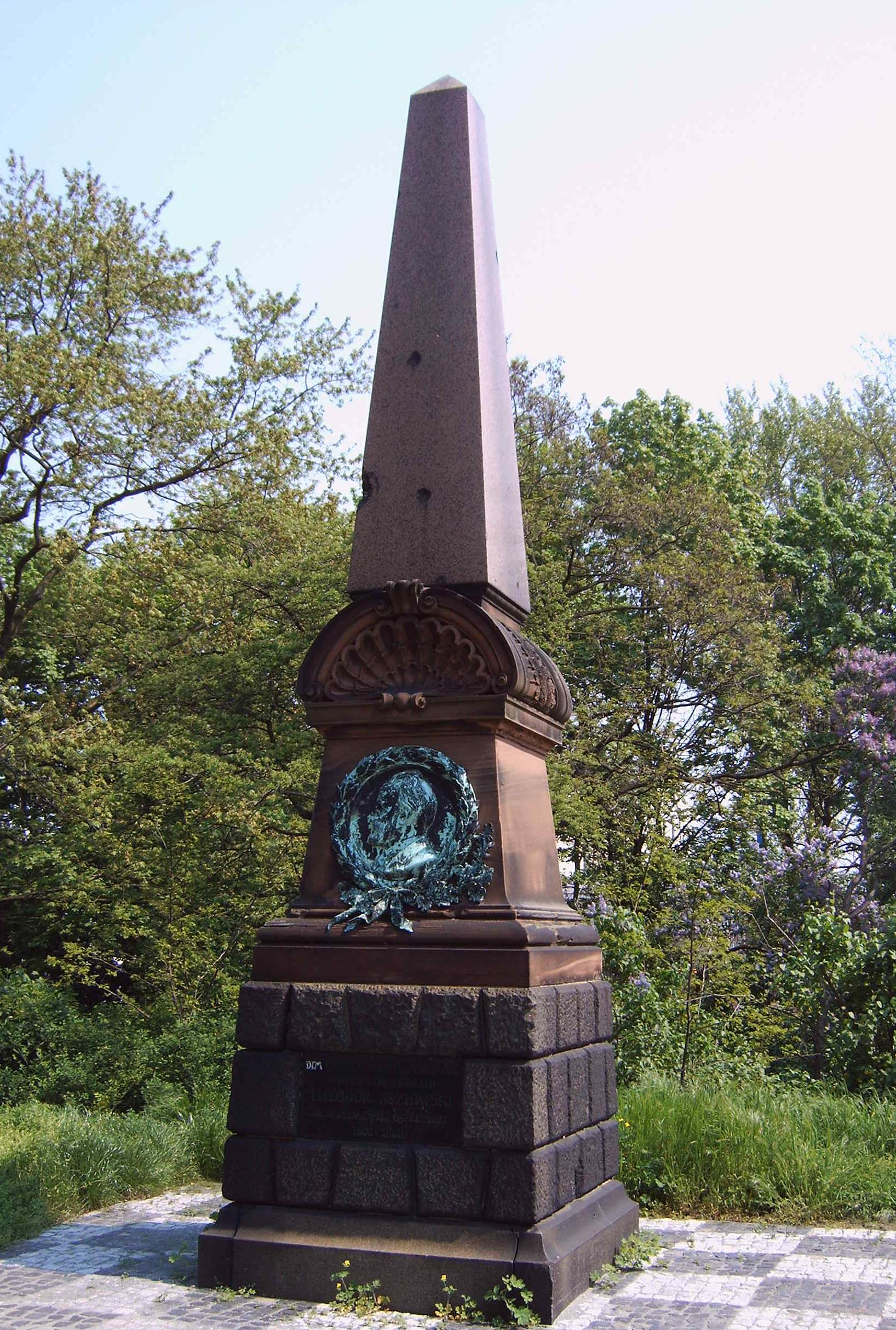
Kozlowski-Denkmal

Kleiner Werder; Stadtteil Werder; PLZ 39114
 ?
Institutionen, Bauwerke, Denkmäler:
- Haus-Nr. 5c, Wasserstraßen-Neubauamt Magdeburg, erbaut von 1993 bis 1995, 1995 mit dem Architekturpreis des Landes Sachsen-Anhalt ausgezeichnet.
- Haus-Nr. 10b, Elbspeicher, 1909 als Getreide- und Ölfrüchtespeicher für das Unternehmen Vereinigte Ölfabriken Hubbe und Farenholtz errichtet.
- Kozlowski-Denkmal, errichtet im Jahr 1900.

Kleiststraße; Stadtteil Stadtfeld Ost; PLZ 39108
Die Benennung der Straße erinnert an den deutschen Dramatiker und Erzähler Heinrich von Kleist (1777–1811).
Klewitzstraße; Stadtteil Leipziger Straße; PLZ 39112
Benannt nach dem preußischen Politiker Wilhelm Anton von Klewiz.
Klinkebachstraße; Stadtteil Sudenburg; PLZ 39116
Vormals: Judith-Auer-Straße
Diese Straße verläuft parallel zum Bach Klinke.
Klopstockstraße; Stadtteil Stadtfeld Ost; PLZ 39108
Benannt nach dem deutschen Dichter Friedrich Gottlieb Klopstock.
Klosterberge-Privatweg; Stadtteil Buckau; PLZ 39104
Benannt nach dem ursprünglich in der Nähe befindlichen Kloster Berge.
Klosterbergestraße; Stadtteil Buckau; PLZ 39104
Benannt nach dem ursprünglich in der Nähe befindlichen Kloster Berge.
Institutionen, Bauwerke, Denkmäler:
- Haus-Nr. 18, Rayonhaus, erbaut von 1888 bis 1890

Klosterfelde; Stadtteil Kannenstieg; PLZ 39128
 ?
Klostergraben; Stadtteile Hopfengarten und Leipziger Straße; PLZ 39120
 ?
Klosterhof; Stadtteil Salbke; PLZ 39122
Der Name der Straße beruht auf einem hier ursprünglich befindlichen Klostergut Salbke. Reste einer Bruchsteinmauer und eines Turms sind noch vorhanden.
Institutionen, Bauwerke, Denkmäler:
- Klostergut Salbke

Klosterhufe; Stadtteil Nordwest; PLZ 39128
 ?
Klosterkamp; Stadtteil Industriehafen; PLZ 39126
 ?
Institutionen, Bauwerke, Denkmäler:
- Haus-Nr. 1, Verwaltungsgebäude und Gießerei der ehemaligen Firma A.W.Mackensen, erbaut 1922
- Haus-Nr. 4, Getreidemühle, erbaut von 1925 bis 1928

Klosterkirchhof; Stadtteil Altstadt; PLZ 39104
Vormals: unser lieben Frauen Kirchhof
Der Klosterkirchof befand sich südlich des Klosters Unser Lieben Frauen und nördlich der Gouvernementsstraße. Im Zuge einer veränderten Bebauung verschwand die Bezeichnung in der Zeit der DDR.
Bekannte Personen die hier lebten:
- Ferdinand Friedrich Weichsel, deutscher Jurist und Politiker, lebte zumindest um 1823 im Haus Nr. 2.

Klosterwuhne; Stadtteile Neue Neustadt und Neustädter See; PLZ 39124 und 39126
Vormals: Schmidtstraße (nördlicher Teil)
 ?
Klusdamm; Stadtteile Prester, Zipkeleben und Pechau; PLZ 39114, weiter in Richtung Wahlitz
Der Klusdamm war Teil der alten Handels- und Heerstraße Magdeburg-Brandenburg nach Osten. Der Damm führte durch die unwegsame und von häufigen Hochwassern der Elbe Elbniederung. Bis 1823, dem Zeitpunkt der Einweihung der Berliner Chaussee diente dieser Damm als wichtigste östliche Hauptverkehrsstraße. Die erste urkundliche Erwähnung datiert von 1479. Der Damm bestand aus einer Vielzahl hölzerner und steinerner Brücken und zog sich insgesamt über eine Strecke von 7,6 km. Die Wegstrecke ist noch heute erhalten. Im westlichen Teil als öffentliche Straße, im westlichen Teil als Feld- und Fußweg. Hier besteht auch noch die mittelalterliche Klusbrücke über die Ehle, ein Rest der ursprüngliche Brückenkette. Am östlichen Ende des Klusdammes befand sich eine mittelalterliche Mönchsklause samt Herberge, die von der Stadt Magdeburg als Grenz- und Zollstation genutzt wurde. Vermutlich rührt auch der Name Klusdamm von dieser Klause. Noch bis 1945 wurde an dieser Stelle eine Gaststätte betrieben, die jedoch 1947/1948 aufgegeben wurde.
Institutionen, Bauwerke, Denkmäler:
- Klusbrücke, erbaut Anfang des 15. Jahrhunderts.

Klusdamm-Privatweg; Stadtteil Prester; PLZ 39114
Benannt nach dem benachbarten Klusdamm.
Klusweg; Stadtteil Alt Olvenstedt; PLZ 39130
 ?
Kneerstraße; Stadtteil Nordwest; PLZ 39128
Heute: Flachsbreite
Diese Straße war nach dem Piloten Franz Kneer benannt. Wie viele Straßen in der als Junkerssiedlung bezeichneten Wohnanlage trägt sie den Namen eines Mitarbeiters der Firma Junkers.
Knochenhauerufer; Stadtteil Altstadt; PLZ 39104
Die Straße führte, parallel zum heutigen Schleinufer verlaufend, vom Bereich südlich der heutigen Strombrücke bis zum Alten Fischerufer. Der Name geht auf die dort ansässigen Knochenhauer (Fleischer) zurück, die dort auch ihr Innungshaus hatten. Im Zweiten Weltkrieg wurde der Bereich durch Bombenangriffe schwer zerstört. Der Wiederaufbau der Stadt missachtete die historischen Stadtstrukturen. Das südliche Ende der Straße wurde mit dem Bau der Strombrücke überbaut. Im nördlichen Bereich befindet sich ein Park. Das Knochenhauerufer war in diesem Bereich dann ein unbenannter Parkweg. Die Ratsfraktion Bündnis 90/Die Grünen beantragte im Jahr 2004 die Wiederbenennung des Knochenhauerufers. Mit Beschluss des Stadtrates vom 12. Mai 2005 erhielt der Weg wieder seine ursprüngliche Bezeichnung.
Bekannte Personen die hier lebten:
- Arno Bieberstein, erfolgreicher Schwimmer, hatte zumindest um 1915 seinen Wohnsitz im Haus Nr. 21.
- Ernst Christoph Helle, Magdeburger Kaufmann und Kommunalpolitiker, lebte zumindest 1817 im Knochenhauerufer 38/39 und betrieb hier auch eine Zichorienfabrik.

Institutionen, Bauwerke, Denkmäler:
- am 1. Januar 1826 wurde hier das Geschäft Hennige & Giese gegründet, aus dem später die Zuckerfabrik Jacob Hennige & Comp. hervorging.

Koburger Straße; Stadtteil Westerhüsen; PLZ 39122
Wie die benachbarten Straßen nach einer zu einem thüringischen Kleinstaat gehörenden Stadt benannt, in diesem Fall nach der 1920 an Bayern umgegliederten Stadt Coburg, bei der die Einführung einer Schreibweise mit K analog zu Änderungen von Cöln, Cassel, Cöthen, Calbe (Milde) etc. Anfang des 20, Jahrhunderts erwartet wurde.
Kolberger Straße; Stadtteil Stadtfeld West; PLZ 39110
Heute: Eisnerstraße
Diese Straße war 1938 nach der in Pommern gelegenen heute zu Polen gehörenden Stadt Kolberg benannt worden. In der Zeit der DDR wurde sie umbenannt. Namen von Orten, aus denen die deutsche Bevölkerung nach dem Zweiten Weltkrieg vertrieben worden war oder die nicht mehr zu Deutschland gehörten, sollten nicht mehr erscheinen.
Kolbitzer Straße; Stadtteil Neue Neustadt; PLZ 39124
Heute: Colbitzer Straße
Bei dieser Straße hat sich in der Zeit der DDR lediglich die Schreibweise geändert. Sie ist nach dem nördlich von Magdeburg gelegenen Ort Colbitz benannt.
Kolibriweg; Stadtteil Stadtfeld West; PLZ 39110
Benannt nach der Familie der Vögel Kolibri.
Kölner Platz; Stadtteil Altstadt; PLZ 39104
Vormals:
- Kölner Platz
- Platz der Volkssolidarität

Benannt nach der deutschen Stadt Köln.
Institutionen, Bauwerke, Denkmäler:
- Magdeburger Hauptbahnhof, der Platz wird von den Bahnhofsanlagen praktisch ganz umschlossen und dient als nördlicher Vorplatz des Bahnhofs.

Kölner Straße; Stadtteil Altstadt; PLZ 39104
Später: Wilhelm-Pieck-Allee
Heute: Ernst-Reuter-Allee
Diese Straße war nach der deutschen Stadt Köln benannt. Sie verläuft zwischen Damaschkeplatz und der Kreuzung Otto-von-Guericke-Straße. Im Zuge des Wiederaufbaus der Stadt nach dem Zweiten Weltkrieg wurde diese Straße zu einem Teilstück der neuen Ost/West-Querung der Innenstadt. In diesem Zusammenhang wurde die Kölner Straße dann wie die gesamte Verkehrsachse benannt.
Kometenweg; Stadtteil Reform; PLZ 39118 Magdeburg
Benannt nach den Himmelskörpern Kometen.
Kommandantenwerder; Stadtteil Werder; PLZ 39114
Heute: Am Winterhafen (seit 1951)
?
Kommodore-Bonte-Straße; Stadtteile Cracau und Prester; PLZ 39114
Heute: Leuschnerstraße
Diese Straße war nach dem im Zweiten Weltkrieg gefallenen deutschen Kommodore Friedrich Bonte benannt.
Königgrätzer Straße; Stadtteil Alte Neustadt; PLZ 39106
Heute: Denhardtstraße
Diese Straße war als Erinnerung an die Schlacht von Königgrätz am 3. Juli 1866 nach der böhmischen, heute zu Tschechien gehörenden Stadt Königgrätz benannt.
Königsberger Straße; Stadtteil Stadtfeld Ost; PLZ 39108
Heute: Barlachstraße
Diese Straße war nach der in Ostpreußen gelegenen, heute zu Russland gehörenden Stadt Königsberg (Ostpreußen) benannt. In der Zeit der DDR wurde sie umbenannt. Namen von Orten, aus denen die deutsche Bevölkerung nach dem Zweiten Weltkrieg vertrieben worden war oder die nicht mehr zu Deutschland gehörten, sollten nicht mehr erscheinen.
Königsborner Straße; Stadtteil Cracau; PLZ 39114
Benannt nach dem östlich von Magdeburg in Sachsen-Anhalt gelegenen Dorf Königsborn
Heute eine Wohngebietsstraße an der Pfeifferstraße.
Zwischen 1910 und 1929 wurde der Abschnitt der heutigen Bundesstraße 1 von der Herrenkrugstraße bis zur Stadtgrenze als „Königsborner Straße“ bezeichnet.
Danach hieß dieser Abschnitt „Reichspräsidentenstraße“; und heute heißt er „Berliner Chaussee“.
Königshofstraße; Stadtteil Altstadt; PLZ 39104
Vormals: Königshof
Später: Schwibbogen (nördlicher Teil des Königshofs)
Diese zum Teil auch nur als Königshof bezeichnete Straße verlief südlich des Alten Markts vom Breiter Weg nach Osten. Heute in etwa vom südlichen Bereich der Kreuzung Breiter Weg/Ernst-Reuter-Allee, schräg über die Ernst-Reuter-Allee, bis circa zum Fußweg vor der heutigen Magdeburg Information. Im Zuge des sich nicht an die gewachsene Stadtstruktur haltenden Wiederaufbaus der Stadt nach den Zerstörungen des Zweiten Weltkrieges wurde die Straße durch den Bau der heutigen Ernst-Reuter-Allee als neuer Ost-West-Querung der Innenstadt vollständig überbaut. Die Bezeichnung Königshof geht auf eine hier zumindest zwischen 1224 und 1409 ansässige Ratsfamilie König zurück, die dort ihren Hof hatten.
Königshütter Straße; Stadtteil Stadtfeld West; PLZ 39110
Heute: Kranichweg
Diese Straße war nach der in Oberschlesien gelegenen, heute zu Polen gehörenden Stadt Königshütte (Oberschlesien) benannt. In der Zeit der DDR wurde sie umbenannt. Namen von Orten, aus denen die deutsche Bevölkerung nach dem Zweiten Weltkrieg vertrieben worden war oder die nicht mehr zu Deutschland gehörten, sollten nicht mehr erscheinen.
Königstraße; Stadtteile Alte Neustadt und Altstadt; PLZ 39106 und 39104
Heute: Walther-Rathenau-Straße
 ?
Königstraße; Stadtteil Ottersleben; PLZ 39116
Vormals: Philipp-Müller-Straße
 ?
Königsweg; Stadtteile Lemsdorf und Ottersleben; PLZ 39118 und 39116
Heute: Am Nordenfeld
 ?
Königsweg; Stadtteil Sudenburg; PLZ 39112
Heute: Salzmannstraße
 ?
Königswerder; Stadtteil Industriehafen; PLZ 39126
 ?
Konrad-Adenauer-Platz; Stadtteil Stadtfeld Ost; PLZ 39108
(Vormals bis 2003 Maybachstraße (nördlicher Teil))
Benannt nach dem Bundeskanzler und CDU-Politiker Konrad Adenauer.
Die Umbenennung des nördlichen Teils der Maybachstraße war in der Öffentlichkeit und im Stadtrat der Landeshauptstadt Magdeburg umstritten. Insbesondere die CDU-Ratsfraktion hatte auf die Umbenennung gedrängt. Parallel hierzu wurde der, im Volksmund als Bahnhofsvorplatz bezeichnete, nördliche Teil der Bahnhofstraße in Willy-Brandt-Platz umbenannt. Diese Absprache zwischen CDU- und SPD-Ratsfraktion und die so nicht mögliche ergebnisoffene Einbeziehung der Meinung der Öffentlichkeit zur Benennung der zentral gelegenen Plätze erregte Unmut. Dies umso mehr, als das einzige bekannte Zitat Konrad Adenauers über Magdeburg für die Stadt nicht schmeichelhaft ist. Danach soll Konrad Adenauer geäußert haben: „Wenn ich bei Magdeburg in die norddeutsche Tiefebene komme, beginnt für mich Asien.“ Der Ergänzungsantrag, der gegen die Umbenennung votierenden Bündnisgrünen, dieses Zitat des CDU-Politikers dann auch unter dem Straßenschild zu befestigen, wurde mit den Stimmen der CDU abgelehnt.
Kopfendenweg; Stadtteile Cracau, Berliner Chaussee und Zipkeleben; PLZ 39114
Dieser alte Weg dient der Erschließung der Flurstücke „Die Kopfenden“ (rechte Seite) und „Die lange Nachtweide“ in der Krakauer Feldmark, beginnend am Schwarzkopfweg.
Koppelanger; Stadtteil Neustädter See; PLZ 39126
 ?
Körbelitzer Straße; Stadtteil Rothensee; PLZ 39126
Benannt nach dem östlich von Magdeburg in Sachsen-Anhalt gelegenen Dorf Körbelitz.
Korbwerder; Stadtteile Industriehafen und Gewerbegebiet Nord; PLZ 39126
 ?
Kornblumenweg; Stadtteil Barleber See; PLZ 39126
Benannt nach der Pflanzenart Kornblume.
Körnerplatz; Stadtteil Stadtfeld Ost; PLZ 39108
Heute: Schellheimerplatz
Benannt nach dem deutschen Dichter und Freiheitskämpfer Theodor Körner.
Körnerstraße; Stadtteil Stadtfeld Ost; PLZ 39108
Benannt nach dem deutschen Dichter und Freiheitskämpfer Theodor Körner.
Koskastraße; Stadtteil Alte Neustadt; PLZ 39106
 ?
Kosmonautenweg; Stadtteil Reform; PLZ 39118
Benannt nach der für sowjetische Raumfahrer gebräuchlichen Bezeichnung „Kosmonaut“. Im näheren Umfeld dieser Straße wurden mehrere Straßen mit Begriffen der Raumfahrt benannt.
Köthener Straße; Stadtteil Buckau; PLZ 39104
Benannt nach der im mittleren Teil Sachsen-Anhalts gelegenen Stadt Köthen.
Kraftwerk-Privatweg; Stadtteil Gewerbegebiet Nord; PLZ 39126
Vormals: Kraftwerk-Privatstraße
 ?
Krähenstieg; Stadtteil Neustädter See; PLZ 39126
Benannt nach der Vogelgattung der Raben und Krähen.
Institutionen, Bauwerke, Denkmäler:
- Haus-Nr. 2, Kirche der Hoffnungsgemeinde, erbaut von 1980 bis 1984.

Krakauer Damm; Stadtteil Cracau; PLZ 39114
Später: Bellevue Straße
Heute: Büchnerstraße
Diese Straße verläuft entlang des Hochwasserschutzdeichs am Cracauer Ufer der Alten Elbe.
Krakauer Straße; Stadtteil Brückfeld; PLZ 39114
später Cracauer Straße
Siehe Cracauer Straße (Brückfeld)
Kranichweg; Stadtteil Stadtfeld West; PLZ 39110
Vormals: Königshütter Straße
Benannt nach der Vogelart Kranich.
Kreipestraße; Stadtteil Diesdorf; PLZ 39110
 ?
Kreisstraße; Stadtteil Beyendorf-Sohlen; PLZ 39122
 ?
Kretschmannstraße; Stadtteil Reform; PLZ 39118
Diese Straße wurde nach dem Arzt Friedrich Robert Kretschmann benannt.
Kreuzbreite; Stadtteil Lemsdorf; PLZ 39118
Diese Straße entstand 1932 als Selbsthilfesiedlung für Erwerbslose nach Plänen von Johannes Göderitz. Die Siedlung steht insgesamt unter Denkmalschutz. Der Name der Straße beruht auf der alten Flurbezeichnung des Gebiets. In einer Karte „Der Stadt-Kreis Magdeburg“ von Albrecht Platt von 1830 wird das Gebiet südlich des Dorfes Lemsdorf als Die Kreutzbreite bezeichnet.
Kreuzgangstraße; Stadtteil Altstadt; PLZ 39104
Vormals:
- Der alte Parat oder Parade(-Platz) (südlicher Teil der Straße) (bis 1807 in Gebrauch)
- Neue Poststraße (ab 1743) (südlicher Teil der Straße)
- Blässgasse (ab 1552) (östlicher Teil der Straße)
- Alte Poststraße (östlicher Teil der Straße)

Heute:
- Arthur-Ruppin-Straße (westliches Teilstück)
- Erhard-Hübener-Platz (nordwestliches Teilstück) (seit 2006)

Die Kreuzgangstraße verlief ursprünglich in West-Ost-Richtung vom Breiten Weg hinter dem heutigen Vorderhaus des Landtags entlang zur Regierungsstraße. Ab 1401 bestand diese Straße zunächst als Sackgasse. Um die Durchwegung vom Domplatz zum Breiten Weg zu ermöglichen, wurde 1724 der für die Straße namengebende Kreuzgang der Sankt-Nikolai-Kirche abgerissen. Bis 1731 entstand dann die Kreuzgangstraße, zeitgleich mit der Poststraße, als Verbindung Domplatz/Breiter Weg. Nach den Zerstörungen des Zweiten Weltkrieges erfolgte ein Wiederaufbau der Stadt, der sich in weiten Teilen nicht an die gewachsene Stadtstruktur hielt. Die Kreuzgangstraße verläuft seitdem in Nord-Süd-Richtung und liegt nur in einem kleinen Teil auf dem Gebiet des ursprünglich Straßenverlaufs. Im südlichen Bereich stellt sich die Kreuzgangstraße als westliche Domplatzbegrenzung dar. An der Stelle des ursprünglichen westlichen Teilstücks befindet sich heute das Hundertwasserhaus Magdeburg. Bis 2006 knickte die Kreuzgangstraße am nördlichen Ende nach Westen ab und mündete als Fußweg auf den Breiten Weg. Mit Beschluss des Stadtrates vom 9. November 2006 wurde dieses Teilstück auf einen Antrag der FDP in Erhard-Hübener-Platz umbenannt. Dafür wurde der zu diesem Zeitpunkt unbenannte Fußweg vom Nordende der Kreuzgangstraße zur Regierungsstraße auf einen Änderungsantrag der CDU-Fraktion neu zur Kreuzgangstraße zugeordnet. Statt nach Westen knickt sie seit dem nach Osten ab.
Institutionen, Bauwerke, Denkmäler:
- Kreuzgangstraße 5,  Fachwerkhaus von 1506, im Jahr 1945 zerstört

Bekannte Personen, die hier lebten:
- Rudolf Ernst Wolf, Gründer der Maschinenfabrik R. Wolf, lebte in seiner Jugend in den 1840er Jahren im Haus Nr. 5.

Kreuzhorststraße; Stadtteil Salbke; PLZ 39122
Benannt nach dem auf der anderen Seite der in der Nähe fließenden Elbe gelegenen Waldgebiet Kreuzhorst.
Kritzmannstraße; Stadtteile Neustädter Feld und Nordwest; PLZ 39128
Vormals: Philipp-Daub-Straße
Diese Straße ist nach dem Magdeburger Büchsenmeister und Kanonier Andreas Kritzmann benannt. Vor der Benennung dieser Straße trug bereits einmal eine Straße in Alte Neustadt den Namen Andreas-Kritzmann-Straße.
Kroatenweg; Stadtteil Sudenburg; PLZ 39116
Diese Straße befindet sich an einer Erhebung die ursprünglich die Bezeichnung Kroatenberg trug. Der Name soll auf hier im Dreißigjährigen Krieg während der Belagerung Magdeburgs 1631 stationierte kroatische Truppen zurückgehen.
Kroatenwuhne; Stadtteil Sudenburg; PLZ 39116
Diese Straße befindet sich an einer Erhebung die ursprünglich die Bezeichnung Kroatenberg trug. Der Name soll auf hier im Dreißigjährigen Krieg während der Belagerung Magdeburgs 1631 stationierte kroatische Truppen zurückgehen.
Krokusweg; Stadtteil Reform; PLZ 39118
Vormals: (bis 2002) Ilsestraße (östlicher Abschnitt)
Benannt nach der Blume Krokus.
Mitte der 1970er Jahre wurde in Magdeburg die Stadtautobahn Magdeburger Ring gebaut. Hierbei wurde die ehemals zu Lemsdorf gehörende Ilsestraße in zwei Teile getrennt. Um Verwechslungen der nicht mehr miteinander verbundenen Straßenteile (insbesondere durch Rettungskräfte) zu vermeiden, wurde auf Anregung aus dem Stadtrat im Jahr 2002 der Beschluss gefasst das östliche Teilstück umzubenennen. An diesem Teilstück befand sich lediglich ein Adressat, der mit der Umbenennung einverstanden war. Der Name Krokusweg wurde angelehnt an die Benennung der Straßen im benachbarten Wohngebiet Alt-Reform gewählt, in welchem Blumennamen dominieren.
Kronprinzenstraße; Stadtteil Altstadt; PLZ 39104
Heute: Kantstraße
 ?
Kroppenstedter Straße; Stadtteil Salbke; PLZ 39122
Vormals:
- Gröne Gasse
- Wörther Straße

Benannt nach dem östlich von Halberstadt in Sachsen-Anhalt gelegenen Ort Kroppenstedt.
Krügerbrücke; Stadtteil Altstadt; PLZ 39104
 ?
Krugstraße; Stadtteil Ottersleben; PLZ 39116
Heute: ?
 ?
Krugstraße; Stadtteil Rothensee; PLZ 39126
 ?
Krumme Gasse; Stadtteil Alt Olvenstedt; PLz 39130
 ?
Krumme Straße; Stadtteil Altstadt; PLZ 39104
Später: Krummer Ellbogen (ab 1730)
Heute: Krügerbrücke (Nordteil) und Leiterstraße
Der Name der Straße beruhte auf ihrem krummen Verlauf. Ab 1730 setzte sich die Bezeichnung Krummer Ellbogen durch (siehe dort).
Krumme Straße; Stadtteil Diesdorf; PLZ 39110
 ?

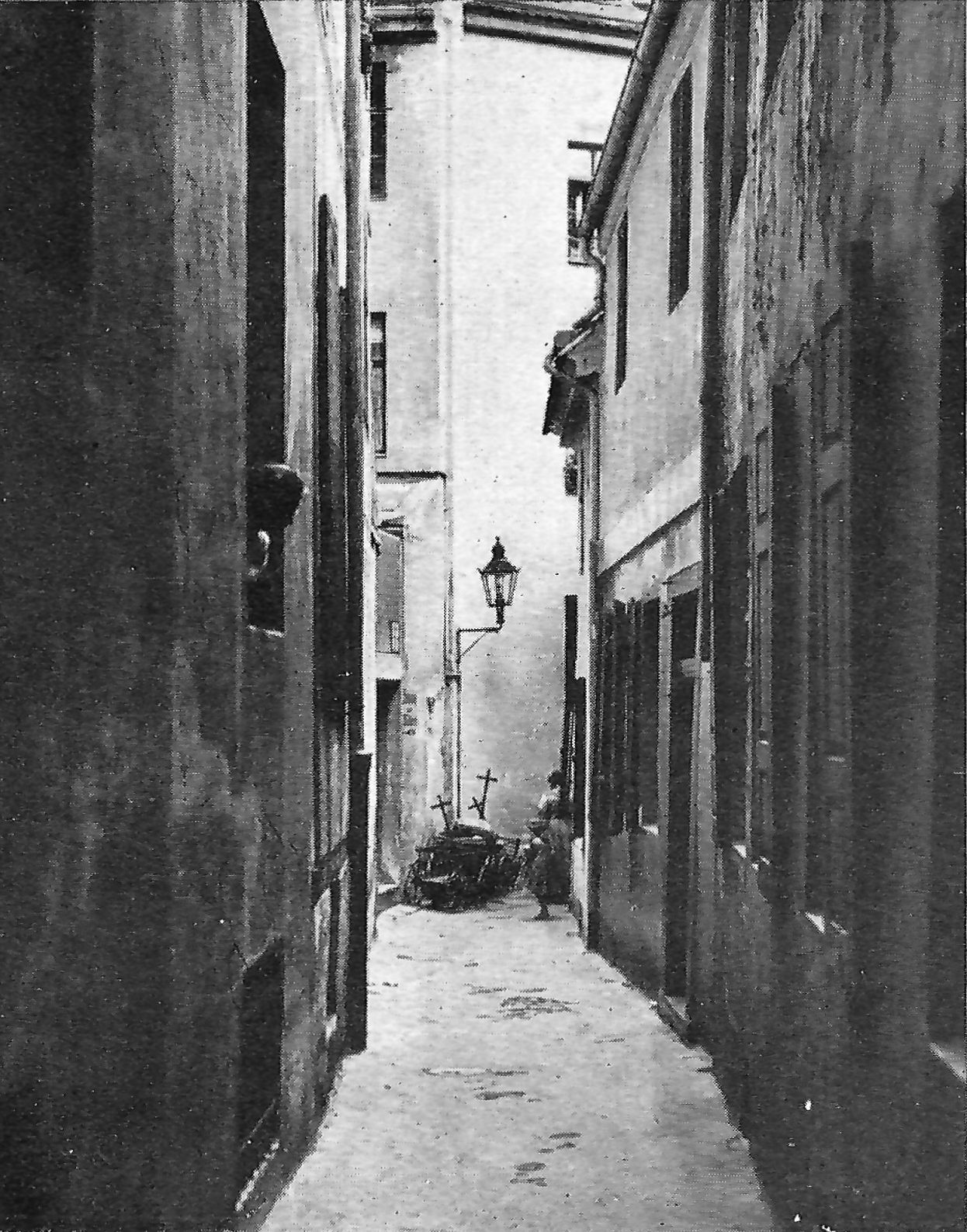
Gasse Krummer Berg in den 1920er Jahren

Krummer Berg; Stadtteil Altstadt; PLZ 39104
Vormals:
- Schiffstuhl
- Schöppenstuhl
- Schüpstuhl
- Schiffstuhl (1684)
- Schifferberg (1709)
- Schiffersteg (1780)

Heute:
- unbenannt

Diese sehr enge Gasse in der Altstadt führte von der Stephansbrücke zum Knochenhauerufer. Im Zuge des sich nicht an die gewachsene Stadtstruktur haltenden Wiederaufbaus der Stadt nach dem Zweiten Weltkrieg wurde an Stelle des dicht bebauten Areals eine Parkanlage angelegt. Noch immer führt jedoch dort ein Weg an dieser Stelle von der Stephansbrücke zum Knochenhauerufer. Die alte Benennung fiel jedoch weg.
Krummer Ellbogen; Stadtteil Altstadt; PLZ 39104
Vormals: Krumme Straße (bis 1730)
Heute: Krügerbrücke (Nordteil) und Leiterstraße
Der Name dieser Straße ging auf die Form des Straßenverlaufs zurück. Im Zuge des Wiederaufbaus der Stadt nach den Zerstörungen im Zweiten Weltkrieg verschwand der alte Straßenname. Der Straßenverlauf ist ungefähr erhalten und stellt die südliche nach Osten abknickende Verlängerung der Krügerbrücke dar. Die dort heute stehenden Gebäude und ihre zu der Straße zeigenden Hauseingänge zählen jedoch zur Leiterstraße.
Kruppstraße; Stadtteil Leipziger Straße; PLZ 39112
Heute: Raiffeisenstraße
Diese Straße war nach den Industriellen Friedrich Alfred Krupp (1854–1902) benannt.
Kuckhoffplatz; Stadtteil Neue Neustadt; PLZ 39124
Diese Straße wurde nach dem Schriftsteller und Widerstandskämpfer gegen den Nationalsozialismus Adam Kuckhoff benannt.
Kuckuckweg; Stadtteil Stadtfeld West; PLZ 39110
Benannt nach der Vogelart Kuckuck.
Küferstraße; Stadtteil Alte Neustadt; PLZ 39106
 ?
Kühleweinstraße; Stadtteil Alte Neustadt; PLZ 39106
Diese Straße ist nach dem Magdeburger Bürgermeister Georg Kühlewein benannt.
Kuhstraße; Stadtteil Altstadt; PLZ 39104
 ?
An der Kuhstraße, Ecke Goldschmiedebrücke lag die Heilig-Geist-Kirche.
Kulk-Privatweg; Stadtteil Berliner Chaussee; PLZ 39114
 ?
Külzauer Straße; Stadtteil Rothensee; PLZ 39126
Benannt nach der bei Möser in Sachsen-Anhalt gelegenen Ansiedlung Külzau-Forst.
Kümmelsberg; Stadtteile Diesdorf, Stadtfeld West und Alt Olvenstedt; PLZ 39110 und 39130
 ?
Kürbisweg; Stadtteil Ottersleben; PLZ 39116
Die Straße wurde durch Beschluss des Stadtrates vom 12. Mai 2005 nach der Gartenpflanze Kürbis benannt. Mit der Benennung sollte für die neu entstehende Straße die Namensthematik der benachbarten Straßen nach „Obstarten“ fortgeführt werden, die ursprünglich auf die Benennung der Straße Am Birnengarten, angelehnt an eine ursprüngliche Nutzung des Gebiets, zurückgeht.
Kurfürstenstraße; Stadtteil Sudenburg; PLZ 39112
Heute: Heidestraße
 ?
Kurt-Sorge-Straße; Stadtteil Buckau; PLZ 39104
Heute: Warschauer Straße
Diese Straße war nach dem deutschen Industriellen und Direktor des Friedrich Krupp AG Grusonwerkes Kurt Sorge benannt.
Kurze Gasse; Stadtteil Alt Olvenstedt; PLZ 39130
 ?
Institutionen, Bauwerke, Denkmäler:
- Haus-Nr. 2, Wohnhaus, erbaut ab ca. 1700.

Kurze Straße; Stadtteil Diesdorf; PLZ 39110
Heute: ?
 ?
Kurze Straße; Stadtteil Neue Neustadt; PLZ 39124
 ?
Kurzeschlag-Privatweg; Stadtteil Berliner Chaussee; PLZ 39114
 ?
Kutscherstraße; Stadtteil Altstadt; PLZ 39104
Um 1800 befanden sich in der Kutscherstraße sowohl der Marstall des Rates der Stadt Magdeburg als auch der Ratsbauhof. Im Marstall waren die Wagen und Pferde untergebracht, die der Rat benötigte. Hierauf dürfte der Name der Straße zurückzuführen sein.
Kutzstraße; Stadtteil Leipziger Straße; PLZ 39112
Diese Straße dürfte nach dem KPD-Politiker und Widerstandskämpfer gegen den Nationalsozialismus Willi Kutz benannt sein.
Kyffhäuserstraße; Stadtteil Salbke; PLZ 39122
Benannt nach dem Bergrücken Kyffhäuser im nördlichen Thüringen.
Institutionen, Bauwerke, Denkmäler:
- Haus-Nr. 4, Bauernhof, erbaut ca. Mitte des 18. Jahrhunderts.